# Нагавчина
Нагавчина (пол. Nagawczyna) — село в Польщі, у гміні Дембиця Дембицького повіту Підкарпатського воєводства.
Населення — 2429 осіб (2011).
У 1975-1998 роках село належало до Тарновського воєводства.

## Демографія
Демографічна структура станом на 31 березня 2011 року:
|          | Загалом | Допрацездатний вік | Працездатний вік | Постпрацездатний вік |
| -------- | ------- | ------------------ | ---------------- | -------------------- |
| Чоловіки | 1171    | 292                | 787              | 92                   |
| Жінки    | 1258    | 298                | 765              | 195                  |
| Разом    | 2429    | 590                | 1552             | 287                  |